# John C. Reilly
John Christopher Reilly (Chicago, 24 mei 1965) is een Amerikaans acteur.
Reilly's vader is van Amerikaanse en Ierse afkomst. Zijn moeder komt uit Litouwen. Na zijn diploma ging hij naar een dramaschool en vervolgens het theater in. Vanaf 1989 is hij in films te zien, waarvan zijn eerste film Casualties of War is. Hij heeft voornamelijk bijrollen in films. Zo kreeg hij een Oscarnominatie voor beste mannelijke bijrol voor zijn rol in de film Chicago. Reilly speelt vaak in films van regisseur Paul Thomas Anderson, namelijk in Hard Eight, Boogie Nights en Magnolia.

## Filmografie
- Casualties of War (1989)
- State of Grace (1990)
- Days of Thunder (1990)
- Shadows and Fog (1992)
- Hoffa (1992)
- What's Eating Gilbert Grape (1993)
- The River Wild (1994)
- Dolores Claiborne (1995)
- Hard Eight (1996)
- Boogie Nights (1997)
- Nightwatch (1997)
- The Thin Red Line (1998)
- Magnolia (1999)
- For Love of the Game (1999)
- The Perfect Storm (2000)
- The Good Girl (2002)
- Gangs of New York (2002)
- Chicago (2002)
- The Hours (2002)
- Anger Management (2003)
- The Aviator (2004)
- Criminal (2004)
- Dark Water (2005)
- A Prairie Home Companion (2006)
- Talladega Nights: The Ballad of Ricky Bobby (2006)
- Year of the Dog (2007)
- Step Brothers (2008)
- Cirque du Freak: The Vampire's Assistant (2009)
- Cyrus (2010)
- We Need to Talk About Kevin (2011)
- Carnage (2011)
- Cedar Rapids (2011)
- The Dictator (2012)
- Wreck-It Ralph (2012) - Wreck-It Ralph (stem)
- Guardians of the Galaxy (2014) - Rhomann Dey
- Entertainment (2015)
- The Lobster (2015)
- Il racconto dei racconti (2015)
- Les Cowboys (2015)
- When Marnie Was There (2016) (stem)
- Sing (2016) (stem)
- The Little Hours (2017)
- Kong: Skull Island (2017)
- The Sisters Brothers (2018) - Eli Sisters
- Stan & Ollie (2018) - Oliver Hardy
- Ralph Breaks the Internet (2018) - Wreck-It Ralph (stem)
- Holmes & Watson (2018) - Dr. John Watson
- Licorice Pizza (2021) - Fred Gwynne
- Stars at Noon (2022) - Amerikaanse baas
- Once Upon a Studio (2023) - Wreck-It Ralph (stem)